# Ikang Fawzi
Ikang Fawzi, född 23 oktober 1959 i Jakarta är en indonesisk skådespelare och sångare.

## Filmografi
- 1988 – Pembalasan ratu pantai selatan